# Taiichi Ōno
Pour les articles homonymes, voir Ono.
Taiichi Ōno (大野 耐一, Ōno Taiichi) est un ingénieur industriel japonais né le 29 février 1912 à Dalian en Chine et mort le 28 mai 1990 à Toyota au Japon. Il est considéré comme le père du système de production de Toyota connu également sous le nom toyotisme dont le principal concept est le juste-à-temps (JAT). Il a écrit plusieurs livres sur ce sujet dont le plus célèbre est Toyota Production System: beyond large-scale production. Il a d'abord été un employé de la famille Toyota puis en 1939, il est devenu salarié de la compagnie automobile.

## Biographie
Les ingénieurs de production lui doivent le juste-à-temps, cette méthode spécialement élaborée pour réduire les coûts de production. Elle repose sur une organisation rationnelle des chaînes de montage, en flux "tiré" par le client, dite Kanban, qui passe par la réduction des stocks, la production par type d'objets, l'étiquetage du produit pour suivre son historique, etc. Diplômé de l'université de Nagoya au Japon, en 1932, Taiichi Ōno élabore sa méthode chez Toyota, où il fait ses premières armes dans la branche textile. En 1943, il rejoint la filiale automobile comme responsable des stocks. Le président de cette entreprise, Kiichiro Toyoda, déclare en août 1945 : « Il faut absolument rattraper les États-Unis d'ici trois ans, sinon l'industrie automobile japonaise va mourir. »
À l'époque, note Taiichi Ōno, la productivité d'un ouvrier américain était neuf fois supérieure à celle d'un Japonais. Inspiré par les travaux du professeur Shigeo Shingo et après un voyage d'études aux États-Unis, Taiichi Ōno conçoit dans les années 1950 sa méthode juste-à-temps, ou le zéro délai des 5 zéros. Elle sera adoptée par Toyota en 1962, mais ne sera pas immédiatement appliquée : l'ingénieur doit notamment faire face à la réticence des ouvriers à qui il incombe de devenir polyvalents. L'efficacité du juste-à-temps séduira cependant toute l'industrie mondiale à partir du choc pétrolier de 1973. Vice-président de Toyota de 1975 à 1978, Ōno reste conseiller du groupe jusqu'en 1982. Il meurt en 1990 à Toyota City au Japon.

## La méthode des cinq zéros
La méthode toyotiste consiste à réduire les coûts de production, éviter la surproduction, diminuer les délais et produire de la meilleure qualité possible. Les cinq conditions étaient donc :
- Le zéro délai, aussi connu sous le nom de flux tendus ou juste-à-temps. Cette méthode consiste à attendre les commandes avant de produire (il faut donc être extrêmement réactif). Il permet:
- Le zéro stock : aucune surproduction ou presque et donc n'entrainant aucun surcoût de stockage.
- Le zéro papier : grâce à la méthode du kanban. Aucune paperasserie interne et diminution de la hiérarchie.

À cela s'ajoute :
- Le zéro défaut : aucun produit ne doit être défectueux pour éviter de subir des coûts de réparations (SAV particulièrement cher) et pour satisfaire le client.
- Le zéro panne : aucune défectuosité des machines, permis par un entretien régulier et rigoureux de celles-ci.

## Publications
- Taiichi Ōno, Toyota Production System: beyond large-scale production, Productivity Press, (1988),  (ISBN 0915299143)
- Taiichi Ōno, Workplace management, Productivity Press, (1988),  (ISBN 0915299194)
- Marc Mousli, Taiichi Ohno, l'homme qui pensait à l'envers, dans Les Grandes figures du management, coll. Alternatives Économiques, Paris, Éditions Les Petits matins, 2010.